# Otto Krebs
Otto Krebs (* 25. März 1873 in Wiesbaden; † 26. März 1941 in Heidelberg) war ein deutscher Fabrikant und Kunstsammler. Seine Sammlung impressionistischer Gemälde mit Werken Cézannes, van Goghs und Gauguins wurde nach dem Zweiten Weltkrieg von den sowjetischen Truppen nach Leningrad geschafft. Heute befindet sich die Sammlung mit Ausnahme weniger Werke, die verloren gingen, im Besitz der dortigen Eremitage.

## Leben und beruflicher Werdegang
Otto Krebs wurde am 25. März 1873 in Wiesbaden als Sohn des Oberlehrers und späteren Physikprofessors Dr. Georg Krebs und dessen Frau Charlotte Luise geboren. Er absolvierte zunächst technische Studien am Polytechnikum in Berlin und später ein Studium der Philosophie in Zürich, das er 1897 mit einer Dissertation abschloss. Nach seinem Studium wurde Krebs zunächst Kaufmännischer Direktor der Hamburger Firma Rudolf Otto Meyer und ab 1906 Geschäftsführer der neu gegründeten Strebelwerke in Mannheim, die unter seiner Führung zum wohl bedeutendsten Hersteller von Heiz- und Dampfkesseln der damaligen Zeit aufstiegen.
Der unternehmerische Erfolg geht auf eine Erfindung des Ingenieurs Joseph Strebel zurück, der 1893 ein Patent für einen „Glieder-Heizkessel“ (Gegenstromgliederkessel-D.R.P. Nr. 76582) erhalten hatte. Eine solche Konstruktion bot zwei Vorteile: Zum einen konnte der Kessel aus einzelnen Gliedern je nach gewünschter Heizleistung zusammengesetzt werden, was den Fertigungsaufwand beträchtlich reduzierte. Zum anderen war es nun leichter, Heizkessel in die dafür vorgesehenen Kellerräume zu schaffen. Das Unternehmen selbst, das unter diesem Namen noch heute existiert, gibt an, Strebel habe am 23. Dezember 1893 ein Patent für einen „Gliederkessel mit O-förmigen Elementen und Heizkanälen“ erhalten, das die Heiztechnik revolutioniert habe. Das von Strebel entwickelte Dreizugprinzip garantiere in Verbindung mit dem feuerbeständigen Spezialgusseisen GG-20 beste Wirkungsgrade bei niedrigsten Emissionen.
Otto Krebs gelang es, den Absatz bei den Strebelwerken beträchtlich zu erhöhen. Das Geld, das er verdiente, machte es ihm möglich, seine Kunstsammlung aufzubauen. Um 1930 zog Krebs’ Lebensgefährtin, die Pianistin Frieda Kwast-Hodapp auf das Gut Holzdorf, das bereits zuvor etwa von Adolf Busch und seinem Streichquartett als Rückzugsort genutzt worden war.
Krebs erkrankte später an der gleichnamigen Krankheit, an der er 1941 starb. Einen großen Teil seines Vermögens vermachte er der „Stiftung für Krebs- und Scharlachforschung“, die noch heute als ein Teil der medizinischen Fakultät der Universität in Heidelberg tätig ist.

## Landgut Holzdorf – ehemalige Heimstatt der Sammlung

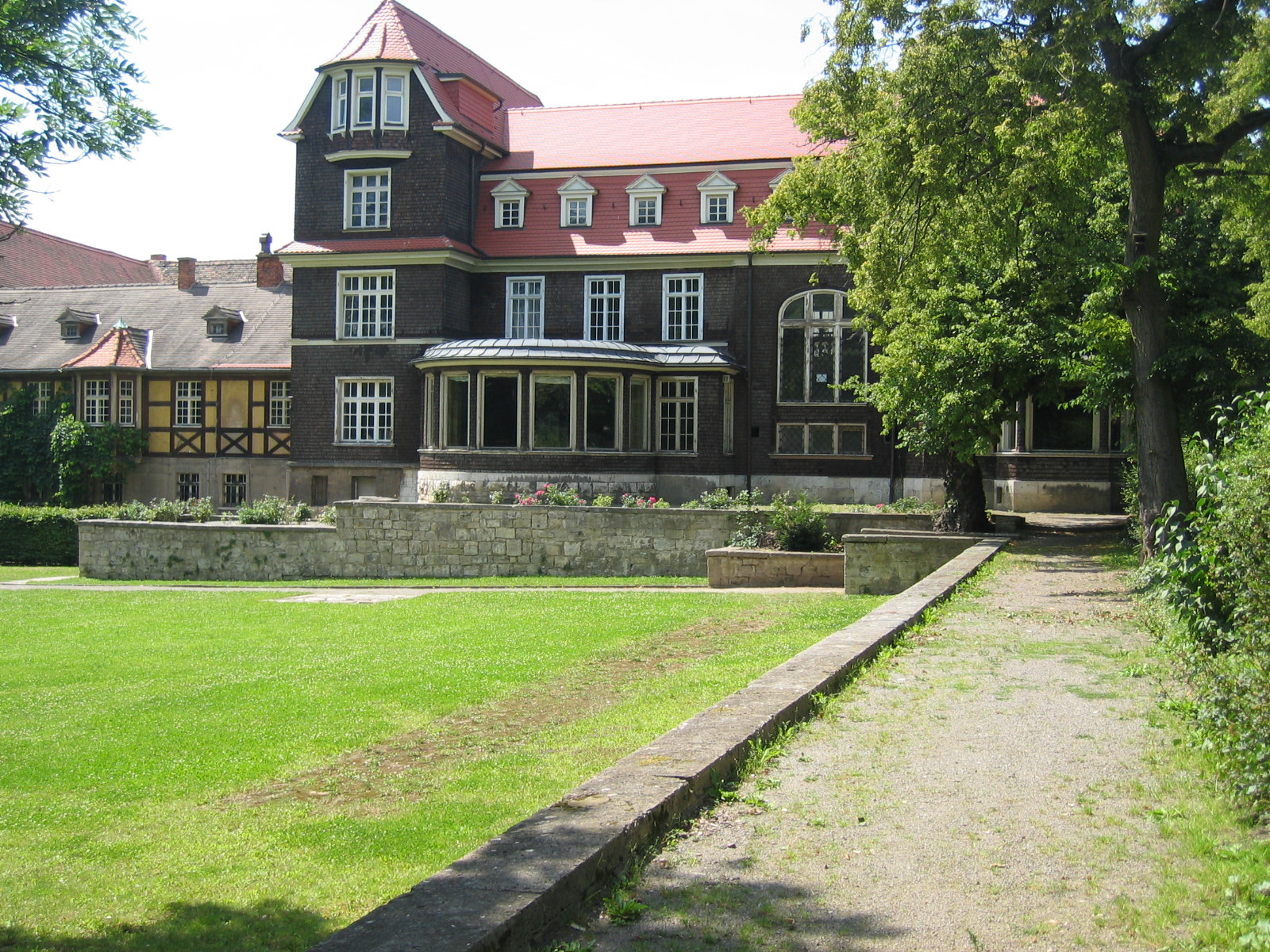
Herrenhaus des Landguts Holzdorf, Sommer 2008

Holzdorf ist ein Ortsteil im Süden von Weimar (Thüringen). Krebs soll es bei seinen Reisen zwischen Mannheim – dem Sitz der Strebelwerke – und Fabrikationsstätten des Unternehmens in Böhmen und Schlesien kennengelernt haben. Er verliebte sich in diesen Flecken, erkannte das Potenzial auch in wirtschaftlicher Hinsicht und kaufte 1917 das seit dem 13. Jahrhundert bestehende Landgut Holzdorf. Krebs ließ das Herrenhaus des Guts umfassend umbauen, um einen würdigen Rahmen für seine Kunstsammlung zu schaffen. 
An die Wände der Repräsentationsräume kamen nach der Machtergreifung der Nationalsozialisten ab 1935 statt der französischen Gemälde belgische Gobelins und goldverzierte Ledertapeten. Für seine Kunstschätze ließ Krebs 1926 Tresore in das Herrenhaus und das Verwalterhaus einbauen. Seine Sammlung überstand zwar den Zweiten Weltkrieg unversehrt, wurde jedoch nach dem Sieg der Alliierten 1949 von den sowjetischen Besatzungstruppen abtransportiert.

## Sammlung Otto Krebs
Otto Krebs begann nach dem Kauf des Landguts, eine Vielzahl von Kunstgegenständen zu sammeln – von antiken Möbeln bis zu modernen Gemälden. Bemerkenswerterweise erwarb er nur wenige Exponate aus dem Zeitalter der Romantik, obwohl er sich für diesen Bereich begeisterte. Der Schwerpunkt seiner Sammlung liegt auf der Zeit des späten 19. und des frühen 20. Jahrhunderts. Krebs, so schreibt es Albert Kostenewitsch, „lag mit seinen Neigungen ähnlich wie der amerikanische Sammler Albert C. Barnes, aber er bewies oft besseres Urteilsvermögen und kaufte nicht in so großen Mengen“. Daher seien ausnahmslos all seine Cezannes von hervorragender Qualität. Fünf Gemälde zeigten dessen Schaffen in seiner ganzen Spannweite – Stillleben, Porträt, figürliche Komposition und Landschaft – und sie alle könnten bedenkenlos als Meisterwerke bezeichnet werden. Dasselbe, so Kostenewitsch, könne über die Werke van Goghs und Gauguins gesagt werden. All diese Erwerbungen unterschieden sich massiv voneinander, weil es das Bestreben von Otto Krebs gewesen sei, gleichzeitig nach einer repräsentativen Auswahl aus dem Gesamtwerk des Malers, wie nach Hervorheben seiner besonderen Qualitäten zu streben.

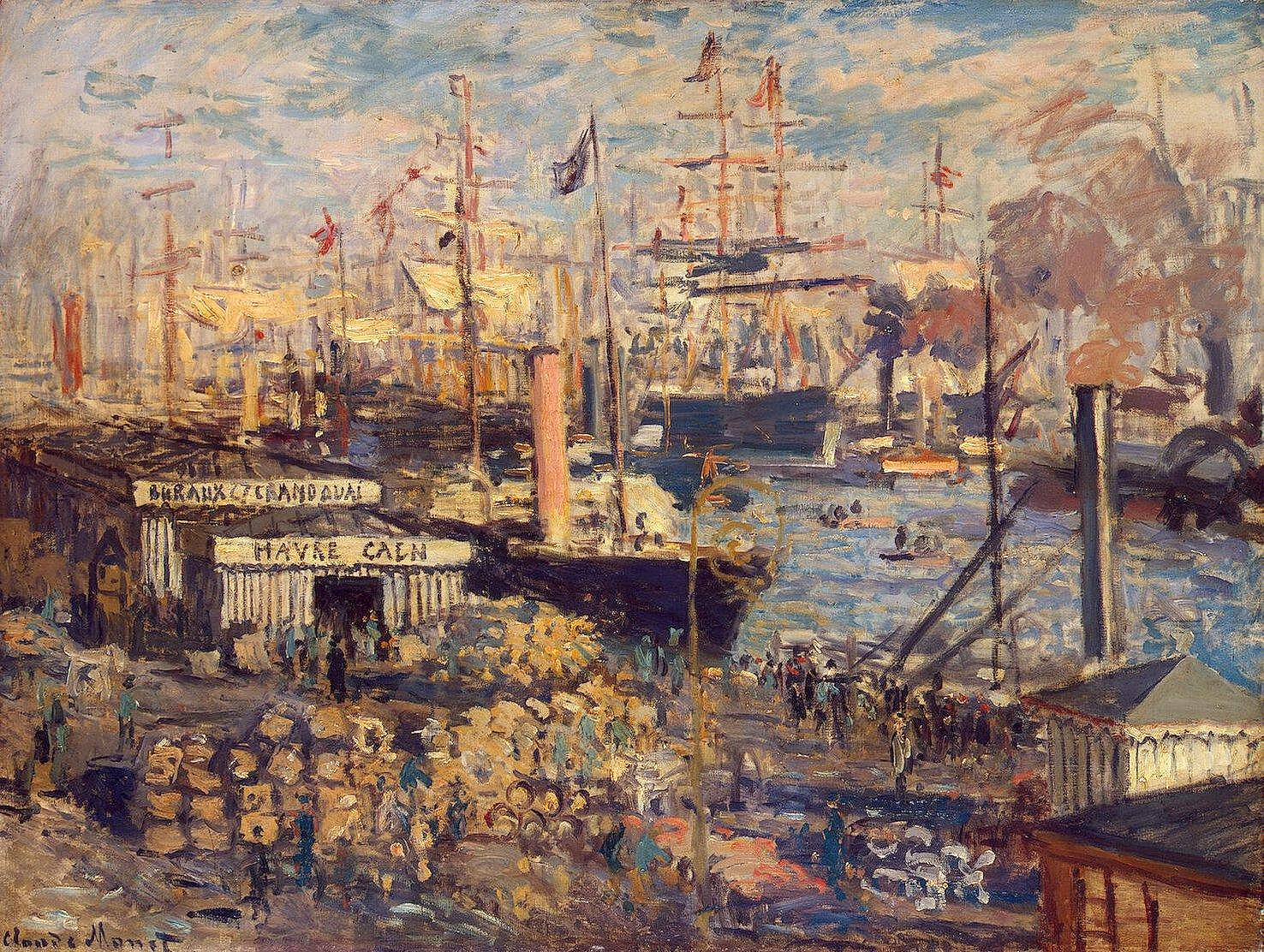
Monet: Le Grand Quai au Havre (1874), Ermitage
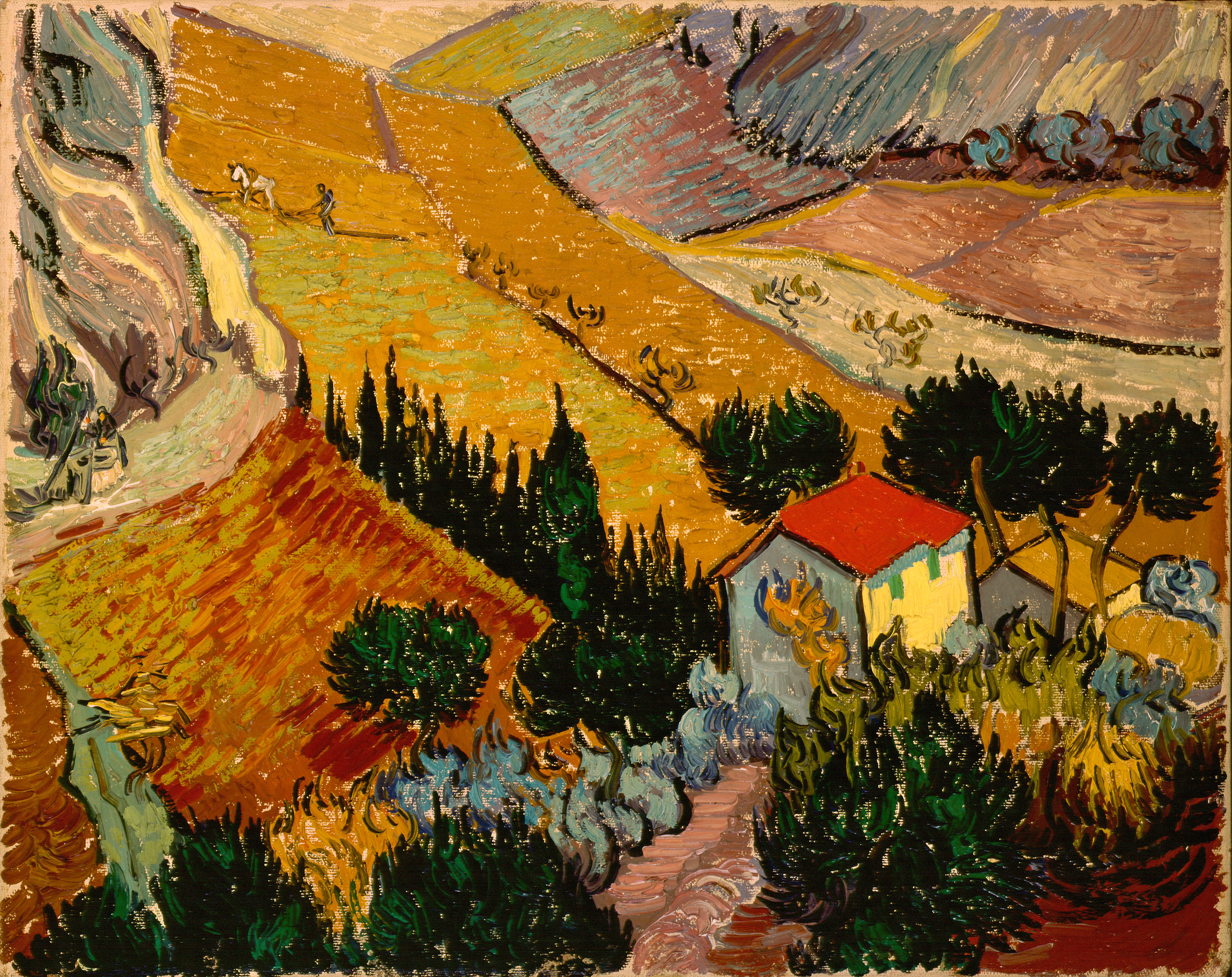
Van Gogh: Paysage avec une maison et un laboureur (1889), Ermitage
Van Gogh: La Maison blanche, la nuit (1890), Ermitage
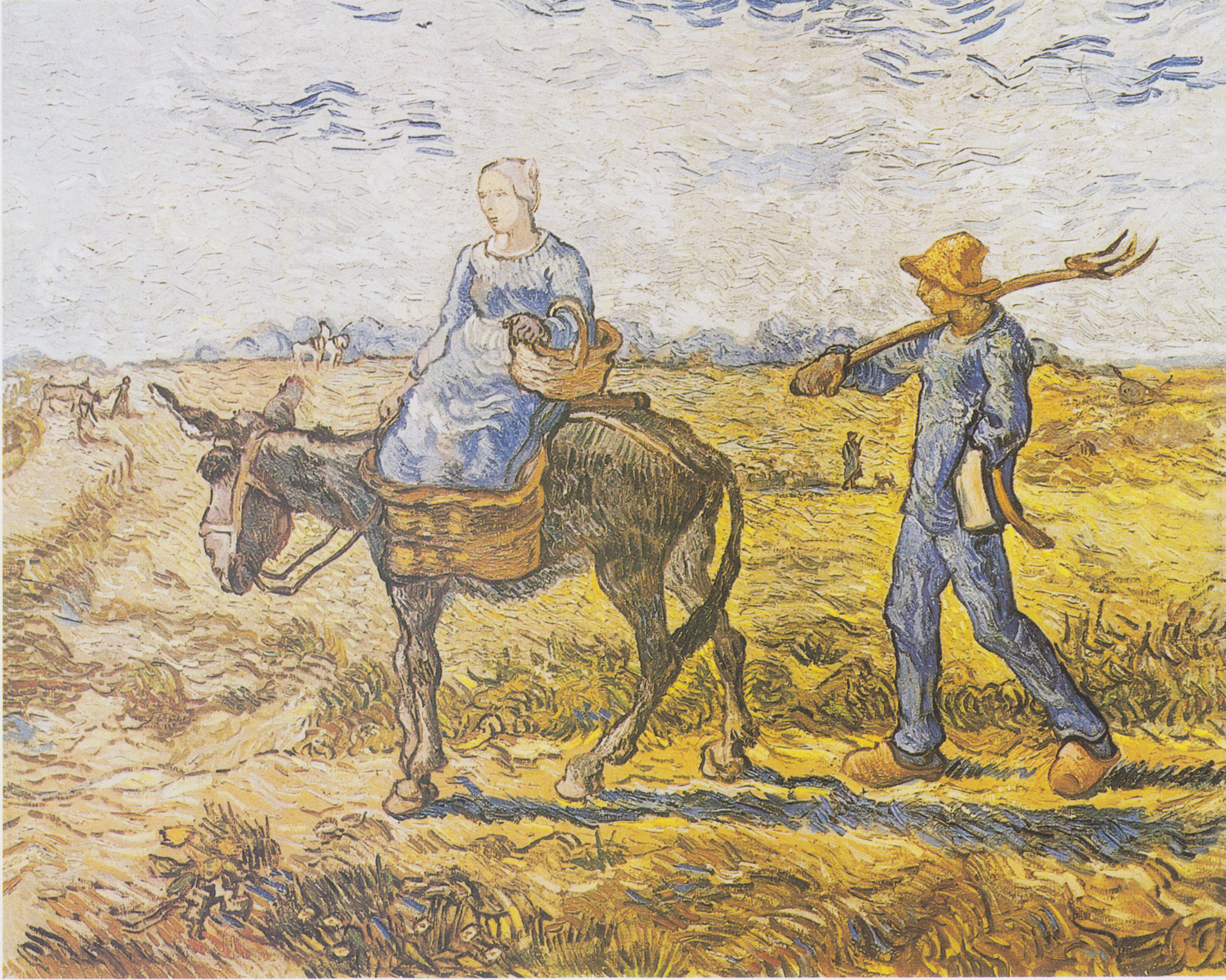
Van Gogh: Le Matin, le départ au travail (1890), Ermitage
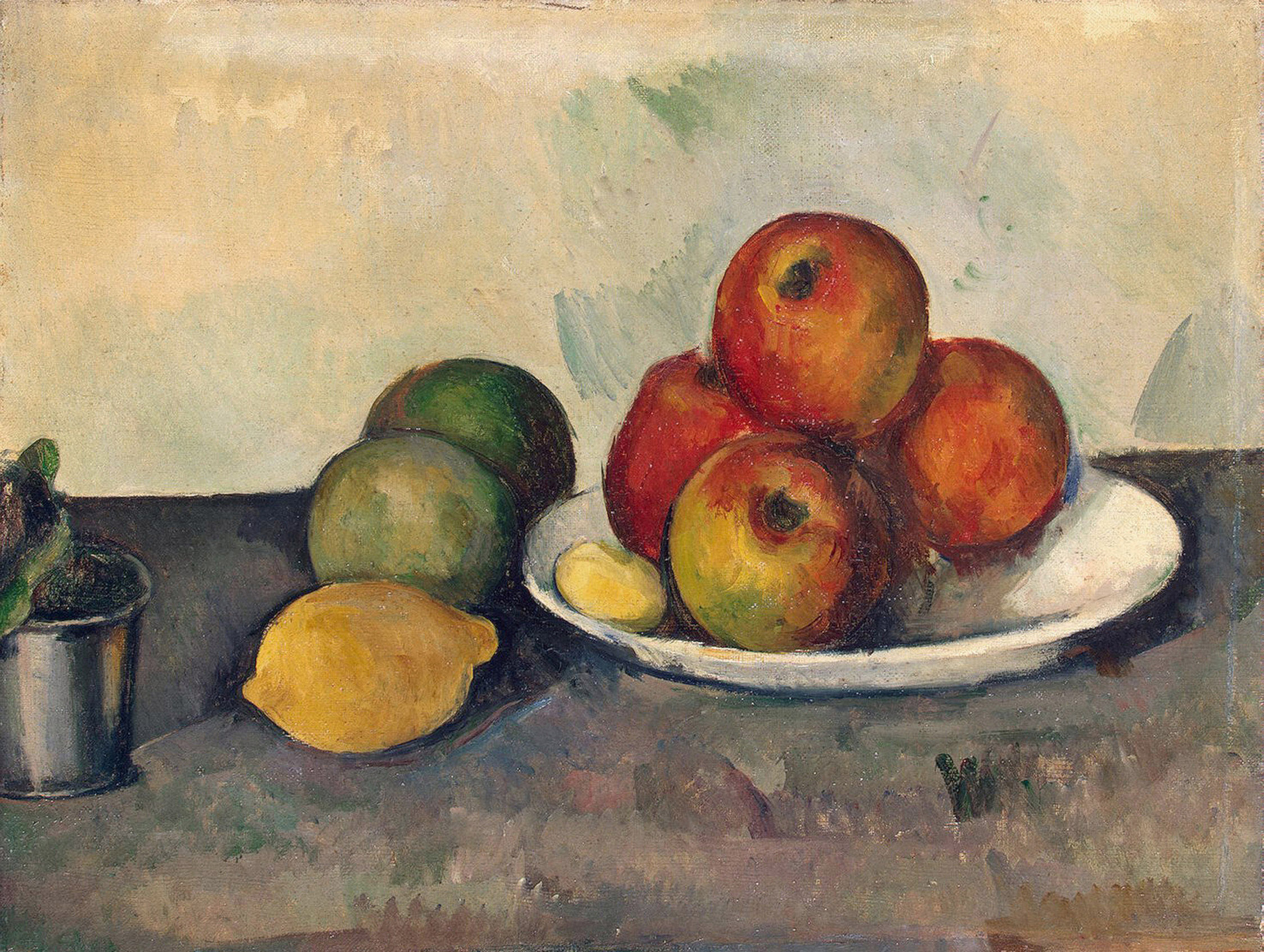
Cézanne: Nature morte aux pommes (vers 1890), Ermitage
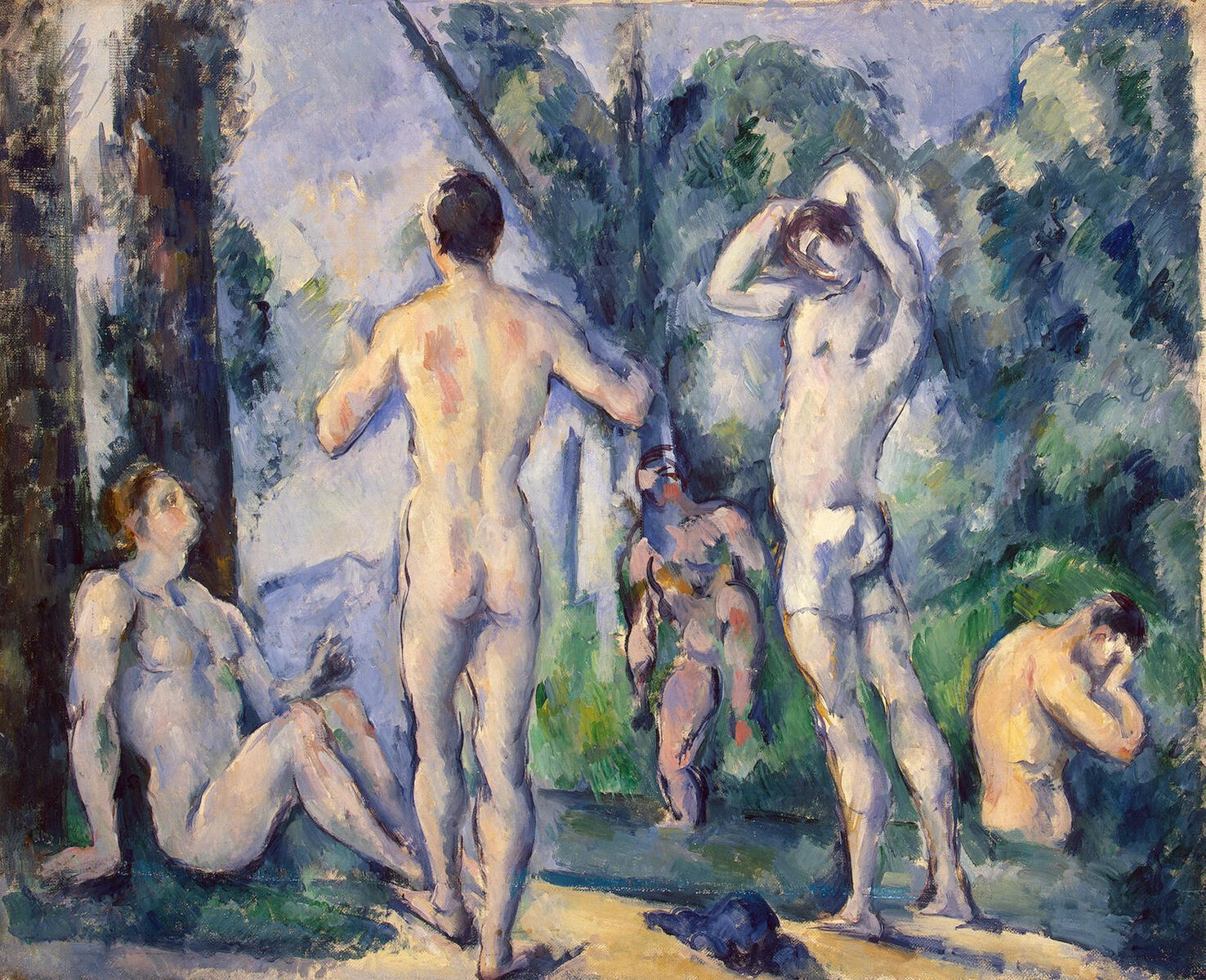
Cézanne: Les Baigneurs (1890 ou 1891), Ermitage:

## Werke
- Der Wissenschaftsbegriff bei Hermann Lotze. Inaugural-Dissertation Philosoph. Fak. der Universität Zürich, 1897, Altenburg, 112 S.